# П

Handschriftliche Variante

Das Pe (П und п) ist ein Buchstabe des kyrillischen Alphabets, es steht im russischen Alphabet an 17. Stelle. Der Buchstabe ist vom griechischen Π (Pi) abgeleitet. Das Pe wird wie der Buchstabe P im lateinischen Alphabet ausgesprochen. 
In der Handschrift wird das kleine п wie ein lateinisches kleines n geschrieben. Im Serbischen und Mazedonischen sieht das kleine п im Kursiven wie ein ū aus.
Es gibt im kyrillischen Alphabet auch einen Buchstaben, der wie das lateinische P geschrieben wird, das Р (gesprochen: Er). Dieser Buchstabe entspricht jedoch dem lateinischen R.

## Zeichenkodierung
| Standard  | Standard    | Majuskel П                 | Minuskel п               |
| --------- | ----------- | -------------------------- | ------------------------ |
| Unicode   | Codepoint   | U+041F                     | U+043F                   |
| Unicode   | Name        | CYRILLIC CAPITAL LETTER PE | CYRILLIC SMALL LETTER PE |
| UTF-8     | UTF-8       | D0 9F                      | D0 BF                    |
| XML/XHTML | dezimal     | &#1055;                    | &#1087;                  |
| XML/XHTML | hexadezimal | &#x041F;                   | &#x043F;                 |